# Münchner Schule der Sozialgeographie
Als Münchner Schule der Sozialgeographie wird eine Schule innerhalb der Sozialgeographie bezeichnet, welche den funktionalistischen Ansatz Hans Bobeks (Bobek-Schule) mit dem Indikatorenansatz Wolfgang Hartkes vereint. Daraus ergibt sich ein Ansatz mit raumplanerischer Relevanz. Der Name ergibt sich aus ihrem Ursprung am Geographischen Institut der TU München (heute Geographisches Department der Fakultät für Geowissenschaften an der Universität München (LMU)). Sie hat die Geographie als sozialwissenschaftliche Disziplin maßgeblich geprägt und ist ein wesentlicher Bestandteil der Entwicklung und Etablierung der Sozialgeographie. Außerhalb dieser engen Fachgrenzen blieb sie jedoch nahezu unbeachtet.
Die Münchner Geographie war zunächst an der Polytechnischen Schule (später Technische Universität) angesiedelt. Hier war es vor allem Wolfgang Hartke (von 1952 bis 1975 ordentlicher Professor am Geographischen Institut der TU), der

„[…] Anfang der [19]60er Jahre am nahezu tabuisierten Selbstverständnis seiner Disziplin gerüttelt und der deutschen Geographie Perspektiven aufgezeigt, die sie aus dem Elfenbeinturm einer antiquierten Landschaftsforschung und universitärer Länderkunde auf das weite Feld gesellschaftsrelevanter Forschungen geführt hat.“

Die Münchner Schule übte vor allem in den 60er und 70er Jahren Einfluss auf die Sozialgeographie aus. Im Zentrum ihres Interesses stehen dabei die Daseinsgrundfunktionen, auch Daseinsfunktionen oder Daseinsgrundbedürfnisse, der Gesellschaft innerhalb eines bestimmten Raums. Diese sind: wohnen, arbeiten, sich versorgen, sich bilden, sich erholen, in Gemeinschaft leben, am Verkehr teilnehmen, an Kommunikation teilnehmen und (seit 1979 auch) entsorgen.
In den Jahren nach dem großen Einfluss wurde die Münchner Sozialgeographie v. a. durch Günter Heinritz (1975–2006) und Herbert Popp (1994–1999) geprägt und später mit neueren Ansätzen verknüpft und weiterentwickelt u. a. durch Heinz Fassmann, Claus-Christian Wiegandt und Rainer Kazig.

## Weiterführende Literatur
- Jörg Maier, Karl Ruppert, Reinhard Paesler, Franz Schaffer: Sozialgeographie. Westermann, Braunschweig 1977, ISBN 3-14-160297-2.
- Leng, Gunter (1973): Zur „Münchner“ Konzeption der Sozialgeographie. In: Geographische Zeitschrift 61 (2). 121–134
- Fliedner, Dietrich (1993): Sozialgeographie. Berlin: Walter de Gruyter. S. 134–136.
- Weichhart, Peter: Entwicklungslinien der Sozialgeographie. Von Hans Bobek bis Benno Werlen. (Sozialgeographie kompakt, Band 1). Franz Steiner, Stuttgart 2008, ISBN 978-3-515-08798-8.